# Kristina Šuler
Kristina Šuler, slovenska pesnica, * 17. julij 1866, Kropa, † 25. december 1959, Ljubljana.

## Življenje
Rodila se je v ugledni in premožni fužinarski družini, očetu Benjaminu Schullerju in materi Hedviki Potočnik. Ker ji je mati umrla že pri sedmih letih, je bila toliko bolj navezana na očeta. Otroštvo je preživela v Kropi, kjer je z odliko dokončala osnovno šolo. Nato je osem let obiskovala samostansko šolo v Škofji Loki in nazadnje učiteljišče v Ljubljani, kjer je leta 1897 maturirala. 
Od leta 1889 je poučevala v Bohinjski Bistrici. Tam sta v tistem času kot kaplana službovala pisatelj Fran Saleški Finžgar in pesnik Anton Medved, ki sta ji prebudila ljubezen do poezije. Finžgar je enkrat tedensko organiziral literarna srečanja, ki se jih je udeleževala tudi Šulerjeva. Konec leta 1898 je bila premeščena na osnovno šolo v Šmartnem pri Ljubljani, kjer so jo čez tri leta odpustili zaradi rojstva nezakonskega otroka. V tem času je v Kropi umrl njen oče. Finančno je bila v zelo slabem položaju, zato ji je pomoč in podporo nudil Finžgar. Ker je bila takratna družba do mater z nezakonskimi otroki prizanesljivejša na Štajerskem, se je nato s trimesečno hčerko Kristo odselila na Staro Goro pri Sv. Juriju ob Ščavnici in na tamkajšnji osnovni šoli poučevala še nadaljnih 24 let. V njen spomin je danes tam vzidana spominska plošča. 
Pet let po upokojitvi se je preselila v Ljubljano in poslovenila priimek. 1941 se je kot članica Jugoslovanske ženske zveze vključila v OF in pisala pesmi o hčeri partizanki. Hčerko Kristo Šuler so po drugi svetovni vojni zaradi informbirojevske obtožbe internirali na Golem otoku. Vrnila se je po dveh letih in pol in živela z materjo do leta 1959, ko je umrla za rakom. Kristina Šuler je umrla pet mesecev kasneje in je pokopana na ljubljanskih Žalah. Na nagrobniku so zapisane njene besede:
Stopinje moje tišje so in tišje...

Odhajam praznih rok neznano kam.

## Delo
Prve pesmi je napisala v nemščini, ko je bila stara štirinajst let. Najbolj plodovito obdobje njenega ustvarjanja je bil čas, ko je poučevala v Bohinjski Bistrici. Takrat sta na njeno poezijo vplivala Bohinj in druženje z Medvedom, Finžgarjem ter Vido Jeraj. Značilne so lirične podobe, ki jih je jemala iz narave. Pesmi je objavljala v Ljubljanskem Zvonu, Domu in svetu, Slovenki in Planinskem vestniku, prva objavljena je bila Bohinjski Savi. Med takratnim bralstvom in izobraženstvom je skupaj z Vido Jeraj slovela kot najboljša slovenska pesnica in je doživela veliko odobravanja, kljub mnogim moralističnim opazkam glede erotike v njeni poeziji. V tem času so bili njeni znanci tudi Anton Aškerc, Ivan Cankar, Engelbert Gangl, Lojz Kraigher, Dragotin Kette, Ljudmila Poljanec, Zofka Kveder, Josip Murn, Henrik Tuma in Ivan Lah.
Glavna tematika njene poezije je ves čas ostajala hrepenenje po ljubezni in izgubljeni mladosti, prisoten pa je tudi vpogled v problematiko ženske tedanjega časa in tragedije ljudi v času prve svetovne vojne.
Njene pesmi je med prvo svetovno vojno želel urediti in izdati Ivan Lah, vendar so mu jih avstrijske oblasti zaplenile, ko so ga zaprle. Prav tako propade tudi poskus izdaje zbirke po drugi svetovni vojni in tako so njene pesmi takrat ostale v rokopisu ter omenjenih revijah tistega časa. Leta 2008 pa pod uredniškim delom Emila Cesarja izidejo izbrane pesmi, z naslovom Češnja pod mojim oknom.